# Die Reise nach Braunschweig (Knigge)
Die Reise nach Braunschweig. Ein comischer Roman ist ein humoristischer Roman des deutschen Schriftstellers und Aufklärers Adolph Knigge (1752–1796). Das Buch erschien erstmals im Jahr 1792, vier Jahre vor dem Tod des Autors.

## Inhalt
Die Reise nach Braunschweig beschreibt die Reise einer Gruppe von vier Personen aus dem fiktiven Ort Biesterberg bei Hannover in die Stadt Braunschweig, um dort den Ballonaufstieg des französischen Ballonfahrers Blanchard zu erleben.
Die Handlung beginnt am Nachmittag des 6. August 1788, als der Amtmann Waumann und sein 23-jähriger Sohn Valentin aus einer Zeitung von der bevorstehenden Ballonfahrt erfahren, die sich vier Tage später, am 10. August, in Braunschweig ereignen soll. Ihrer Absicht, zu diesem Ereignis zu reisen, schließen sich der Förster Dornbusch und der Dorfpastor Schottenius an, der diese Reise mit dem Ziel verbindet, in Braunschweig einen Verleger seiner Sammlung von Kanzelpredigten zu finden.
Die Reisegesellschaft bricht am 9. August mit zwei Kutschen auf und erreicht nach einer Nacht in Hildesheim die Stadt Peina (bis in das 19. Jahrhundert der Name der heutigen Kreisstadt Peine in Niedersachsen, etwa 25 Kilometer westlich von Braunschweig). Dort teilt sich die Gruppe, da in der Poststation nicht genug frische Pferde für den Pferdewechsel beider Kutschen zur Verfügung stehen. Während Förster Dornbusch und Pastor Schottenius in der Hoffnung auf das Eintreffen weiterer Pferde zurückbleiben, setzen Vater und Sohn Waumann die Reise fort.
Unmittelbar nach dem Eintreffen in Braunschweig erhält Amtmann Waumann durch einen Eilboten einen Brief des Pastors, der ihm mitteilt, dass die Zurückgebliebenen nicht nachreisen werden, da man in Peina auf die „durchgebrannte“ Nichte des Försters getroffen sei. Die junge Frau sei erneut geflüchtet, der Förster und der Pastor nähmen die Verfolgung auf.
Doch auch der Amtmann und sein Sohn scheitern. Valentin wird von einem betrügerischen Musiker bestohlen und in eine Toilette gesperrt. Amtmann Waumann versäumt in einem Wirtshaus die Ballonfahrt vor den Stadttoren Braunschweigs und erfährt erst durch die Rufe des Publikums: „Se heft en wedder!“ (niederdeutsch für: „Sie haben ihn wieder!“), von der bereits geglückten Landung des Ballonfahrers.

## Entstehungsgeschichte

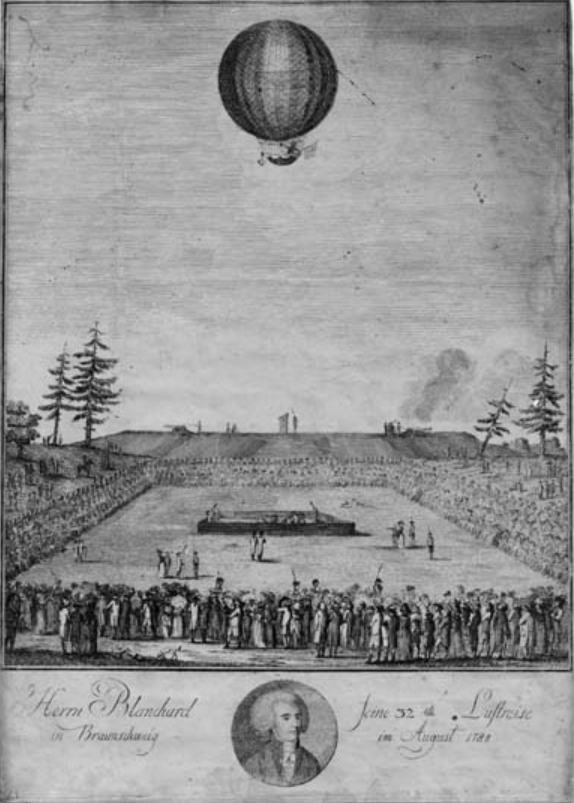
Zeitgenössischer Kupferstich:
„Herrn Blanchard seine 32te Luftreise
in Braunschweig im August 1788“

Historischer Hintergrund der Handlung ist eine Ballonfahrt, die Jean-Pierre Blanchard (1753–1809) vor den Toren der Stadt Braunschweig unternahm. Das Ereignis fand am Sonntag, den 10. August 1788, zwischen dem Wendentor und dem Fallersleber Tor statt. Heute befinden sich auf diesem Gelände der Braunschweiger Nordstadt Gebäude der Technischen Universität Braunschweig.
Zu dieser Zeit hielt sich auch Adolph Knigge in Braunschweig auf, um dort Verwandte zu besuchen, wie er in seiner Biografie erwähnte. Es ist möglich, dass er ebenfalls Zeuge des damals spektakulären Ereignisses wurde. Unwahrscheinlich ist jedoch, dass er den Verwandtenbesuch vorschob und die Ballonfahrt der eigentliche Anlass seines Aufenthalts war. Die Unternehmungen des Ballonpioniers kritisierte Knigge ohne jegliche Sympathie und bezeichnete sie in seinem Roman abfällig als „blanchardsche Hannswursterey“.
Auch scheinen weitere Zwischenfälle der Handlung nicht allein aus der Phantasie Knigges zu stammen. So war der Autor zuvor selbst auf einer Reise von einem Musiker betrogen worden. Knigges Enkel und Herausgeber Friedrich Wilhelm von Reden (1802–1857) berichtete später, dass Knigge Zeuge war, als ein Nürnberger Kaufmann, der mit seiner Familie zu der Braunschweiger Veranstaltung anreiste, die Ballonfahrt versäumte, weil er sich in einem Wirtshaus erfrischte.

## Rezeption und Auflagengeschichte
Die Reise nach Braunschweig war ein vielgelesener Roman des 19. Jahrhunderts und das erfolgreichste erzählerische Werk des Autors Neuauflagen erschienen in den Jahren 1793, 1794, 1802, 1803 und im Jahr 1839 erschien das Werk bereits in der siebenten Auflage. Heute ist Adolph Knigge vor allem durch seine Schrift Über den Umgang mit Menschen bekannt geblieben.
An den Erfolg des Werkes versuchte Gotthelf Friedrich Müller († 1814) anzuknüpfen, der 1798 unter dem Pseudonym Lucas Veit eine Fortsetzung des Reiseromans vorlegte.
Noch in den 1880er Jahren bezeichnete der Literaturwissenschaftler Erich Schmidt (1853–1913) den Roman Die Reise nach Braunschweig als das bekannteste Werk Knigges. Er vermisste darin jedoch den Humor, kritisierte die „rohe Komik“ und die mitunter „recht drastischen Situationen“. Der tschechische Literaturhistoriker Paul Reimann (1902–1976) nannte das Werk eine beachtenswerte Darstellung des deutschen Lebens im 18. Jahrhundert.

## Ausgaben

### Deutschsprachige Ausgaben (Auswahl)
- Die Reise nach Braunschweig. Ritscher, Hannover 1792 [Erstausgabe].
- Die Reise nach Braunschweig. 7. Auflage. herausgegeben vom Enkel des Verfassers, mit 36 Skizzen von G. Osterwald, Hahnsche Hofbuchhandlung, Hannover 1839.
- Die Reise nach Braunschweig. Hanns Horst Kreisel, Verlagsbuchhandlung Leipzig 1944.
- Die Reise nach Braunschweig. Wenderoth, Kassel 1972, ISBN 3-87013-001-6.
- Die Reise nach Braunschweig. In: Adolph Freiherr Knigge: Werke, Band 4, Paul Raabe (Hrsg.), Wallstein, Göttingen 2010, ISBN 978-3-8353-0410-9.

### Übersetzungen (Auswahl)
- De reis naar Brunswijk. Haarlem 1793 [niederländisch].
- Resan til Brunswig. Stockholm 1795 [schwedisch.]
- Le voyage à Brunswick. Paris 1797 [französisch].
- Le voyage à Brunswick. Saint-Étienne 1992, ISBN 2-902301-22-7 [französisch].

### Bibliografien
- Ernst August Knigge (Hrsg.): Knigges Werke: eine Bibliographie der gedruckten Schriften, Kompositionen und Briefe. Wallstein Verlag, Göttingen 1996, ISBN 3-89244-229-0.

### Übersichten
- Otto F. Best: [Werkartikel] Die Reise nach Braunschweig. In: Heinz Ludwig Arnold (Hrsg.): Kindlers Literatur Lexikon. 3., völlig neu bearbeitete Auflage. 18. Bde., Metzler, Stuttgart/Weimar 2009, ISBN 978-3-476-04000-8, Bd. 9, S. 187.

### Studien
- Michael Schlott (Hrsg.): Wirkungen und Wertungen: Adolph Freiherr Knigge im Urteil der Nachwelt (1796–1994). Wallstein, Göttingen 1998, ISBN 3-89244-287-8.
- Paul Raabe: … in mein Vaterland zurückgekehrt: Adolph Freiherr Knigge in Hannover 1787–1790. Wallstein, Göttingen 2002, ISBN 3-89244-639-3.
- Masayasu Iwai: Knigges „satirische Reisen“ im Kontext der satirischen Reiseliteratur der Spätaufklärung. Röhrig, St. Inbert 2007, ISBN 978-3-86110-433-9, S. 43–72.